# بيتر جون بارسونز
بيتر جون بارسونز (بالإنجليزية: Peter J. Parsons)‏ هو أستاذ جامعي بريطاني، ولد في 24 سبتمبر 1936 في ساربيتون ‏ في المملكة المتحدة.